# Poplze
Poplze je vesnice, část města Libochovice v okrese Litoměřice. Nachází se asi 1 km na jih od Libochovic. Prochází zde silnice II/237. V roce 2009 zde bylo evidováno 211 adres. V roce 2011 zde trvale žilo 388 obyvatel.
Poplze je také název katastrálního území o rozloze 3,85 km².

## Historie
První písemná zmínka o obci pochází z roku 1335.

## Obyvatelstvo
|           | 1869 | 1880 | 1890 | 1900 | 1910 | 1921 | 1930 | 1950 | 1961 | 1970 | 1980 | 1991 | 2001 | 2011 |
| --------- | ---- | ---- | ---- | ---- | ---- | ---- | ---- | ---- | ---- | ---- | ---- | ---- | ---- | ---- |
| Obyvatelé | 323  | 356  | 357  | 367  | 421  | 424  | 421  | 324  | 339  | 308  | 335  | 389  | 401  | 388  |
| Domy      | 52   | 60   | 63   | 67   | 80   | 80   | 96   | 113  | 98   | 92   | 102  | 154  | 152  | 153  |

## Osobnosti
- Jiří Mikula (1926–2004), pedagog, ilustrátor, grafik, malíř [7]

## Pamětihodnosti
- Na východním okraji vesnice se na vrchu Vinička nachází archeologicky doložené hradiště Poplze bez viditelných zbytků. Sídliště zde existovalo již v eneolitu, ale opevněno bylo až v mladší doby bronzové.[8]
- Přírodní park Dolní Poohří